# العلاقات العامة في التقاضي
العلاقات العامة في التقاضي هي إدارة عملية التواصل أثناء مسار أي عملية نزاع قانوني أو أي مسار متعلق بإصدار حكم قضائي بهدف التأثير على النتائج أو أثرها على سمعة العميل بصفة عامة(«هاجرتي»، 2003).

## الخلفية التاريخية
لقد اعتاد المدعون ووكلاء النيابة منذ فترة طويلة على استعمال وسائل الإعلام لإظهار جانب القضية المتعلق بهم إلى الجماهير، إلا أن التطبيق السابق للعلاقات العامة المتعلقة بالتقاضي، إحدى الاختصاصات الفرعية المتعلقة بالتعريف بالأزمة، ظهر للمرة الأولى في فترة مبكرة من الثمانينيات على يد ألان هيلبيرج أحد الرواد الذي قام بتقديم الاتصالات المتعلقة بالتقاضي لصالح الولايات المتحدة للتبغ (U.S. Tobacco) في قضية مارسي. ومنذ ذلك الحين زادت الحاجة للعلاقات العامة في التقاضي بصورة كبيرة حيث زادت التغطية الإعلامية للقضايا التي تُنظر أمام المحاكم وللمشتركين في العملية القانونية. فغالبية الأطراف المرتبطين بالقضية لديهم مصالح مهمة تتعدى حدود الاهتمامات القانونية. فإشهار أحد المتقاضين بصورة سلبية يمكن أن يضر بسمعة الفرد والتي لا يمكن للفوز بالقضية أن يصلحها ولو بعد مرور سنوات. ومن ثمّ فأطراف القضية، سواء المدنيون أو الجنائيون، لا يمكنهم تجاهل تأثير الإشهار السلبي على الرأي العام (ريبر، جوور، وروبنسون، 2006)

## تعريف العلاقات العامة في التقاضي
العلاقات العامة في التقاضي هي إدارة عملية الاتصالات الإعلامية قبل وأثناء أي مسار نزاع قانوني أو عملية إصدار أحكام قضائية بهدف التأثير على النتائج أو أثرها على سمعة العميل بصفة عامة (هاجرتي، 2003).
المفاهيم الأساسية للعلاقات العامة المتعلقة بالتقاضي
'المفهوم الأول - 'العلاقات العامة في التقاضي تهدف إلى التأثير على نتائج القضية المنظورة أمام المحاكم من خلال التشجيع على التسوية المبكرة أو الإيجابية أو بالضغط على الادعاء ليصدر حكمًا أقل أو إسقاط التهم (هاجرتي، 2003).
'المفهوم الثاني - 'العلاقات العامة في التقاضي تهتم بحماية سمعة العميل قبل وأثناء المحاكمة. ومن هذا الاعتبار تعتبر العلاقات العامة في التقاضي مرتبطة بإدارة السمعة. وأما إدارة السمعة فتهتم بإدارة التصور العام تجاه إحدى المنظمات أو أحد الأفراد. فهي تهتم بالموقف تجاه الفرد وليس المعرفة في حد ذاتها. ويعتبر التأثير على الموقف تجاه الفرد أو الشركة أحد المظاهر الأساسية لإدارة السمعة والذي يمكن أن يحفز الدخول في نشاط إيجابي لصالح الشركة (هايوود، 2002).

## العلاقات العامة في التقاضي والتغطية الإعلامية
العلاقات العامة في التقاضي في جانب المدعى عليهم تعتبر ضرورية وخاصة مع القضايا المتعلقة بالشخصيات البارزة، وهذا لما لدى وسائل الإعلام من انحياز متأصل لصالح الأفراد المدعين والمدعين من النيابة. فعندما ينشر أمر الادعاءات، تحاول وسائل الإعلام طرح القضية من خلال قالب الضحية في مواجهة الشرير. وتنحاز وسائل الإعلام غالبًا إلى جانب ادعاءات المدعي أو النيابة. وإذا كانت ردود أفعال المدعى عليه معتبرة بصورة عامة؛ فإنها تظهر أيضًا بصورة واضحة في القصة الإعلامية. ومن ثمّ فإن المدعى عليه يُجبر على أن يكون في موقف الدفاع من بداية الأمر. وفي هذا الموقف، «التعامل مع وسائل الإعلام لتقديم تغطية إعلامية للقضية تكون أكثر توازنًا ودقة وأقل إثارة يعتبر عنصرًا ضروريًا للدفاع عن المدعى عليهم من الشخصيات البارزة» (هانتلر، شوارتز وجولدبيرج، 2004، صفحة 8).

## الأهداف الستة لفيزباتريك للعلاقات العامة في التقاضي
1. التصدي للإشهار السلبي.
2. تعريف العامة بوجهة نظر العميل.
3. ضمان التغطية الإعلامية المتوازنة.
4. مساعدة وسائل الإعلام والعامة على فهم المشكلات القضائية المعقدة.
5. التخلص من البيئة العدائية.
6. المساعدة في حل الصراع (فيتزباتريك، 1996).
والخطوة الأولى لتحقيق هذه الأهداف هي خلق المصداقية مع وسائل الإعلام كأحد المصادر التي تنشر المعلومات. والخطوة التالية هي التحكم في تدفق المعلومات إلى وسائل الإعلام حتى تخرج الرسالة الصحيحة إليها. ثم الخطوة الثالثة هي تقديم الرسالة التي تدعم موقف العميل وتوصيل هذه الرسالة إلى وسائل الإعلام والجماهير (فيتزباتريك، 1996، هاجرتي، 2003، ريبر، جوور، وروبنسون، 2006).

## الفرق بين العلاقات العامة في التقاضي وممارسات العلاقات العامة الأخرى
1. العلاقات العامة في التقاضي تعتمد على وسائل الإعلام. تظل العلاقات العامة في التقاضي معتمدةً على وسائل الإعلام بالرغم من أن ممارستها ترتبط بأكثر من التواصل مع وسائل الإعلام. لقد أصبحت العلاقات العامة في التقاضي ضرورة للعديد من العملاء من الشخصيات البارزة وذلك نتيجة لانتباه وسائل الإعلام المتزايد تجاه القضايا (جيبسون، 1998).
2. يجب أن تتخذ الإستراتيجيات القانونية إجراءً بناءً على أن إستراتيجيات حملات العلاقات العامة التقليدية والتنظيمات ربما تكون غير مناسبة ويمكن أيضًا أن تكون ضارة في بعض الأوقات أثناء سير القضية (شويتزير، 2003).
3. تعتبر العلاقات العامة في التقاضي أكثر انضباطًا من العلاقات العامة العادية نتيجة لإمكانية حدوث انحياز بالعملية القانونية (جيبسون، 1998).
4. العلاقات العامة في التقاضي تسير بالتأكيد على طريق واحد؛ الاتصال غير المتناظر. وبناء على أن القانون يعاديه الكثيرون بشكل طبيعي حيث يخلق موقفًا يقوم على المكسب والخسارة؛ فإن هدف العلاقات العامة في التقاضي تعزيز إستراتيجية القضية ونظريتها لضمان الفوز وتقليل الضرر المتعلق بمصداقية الجمعية وسمعتها (ريبر جوور وروبنسون، 2006).